# Skidway Lake
Skidway Lake – jednostka osadnicza w Stanach Zjednoczonych, w stanie Michigan, w hrabstwie Ogemaw.